# Knjižnice Naravoslovnotehniške fakultete Univerze v Ljubljani
Visokošolske knjižnice Naravoslovnotehniške fakultete (dalje: NTF) so Knjižnica Oddelka za tekstilstvo, knjižnica Oddelka za geologijo, knjižnica Oddelka za geotehnologijo in rudarstvo ter Oddelka za materiale in metalurgijo ter knjižnica Oddelka za kemijo in kemijsko izobraževanje. Njihovo poslanstvo je vezano na izvajanje in omogočanje uporabe ter vpogleda v vse vire, ki jih knjižnice obsegajo.  

## Knjižnica oddelka za tekstilstvo
Knjižnica Oddelka za tekstilstvo je visokošolska knjižnica, ki svoje uporabnike izobražuje, jim zagotavlja in izposoja učno gradivo ter nudi informacije s področja tekstilne tehnologije. Deluje od ponedeljka do petka med 10. in 16. uro v centralni zgradbi študija tekstilstva na Snežniški ulici 5 v Ljubljani.
Ustanovljena je bila leta 1962. Njen začetni fond je štel nekaj sto knjig, ki jih je knjižnica podedovala od Fakultete za kemijo. Ob ustanovitvi katedre za oblikovanje tekstilij in oblačil, se je fond razširil na strokovna področja kot so oblikovanje, moda in slikarstvo. Skupaj s knjižnico je do leta 1996 delovala knjižnica Oddelka za kemijo in kemijsko izobraževanje. Nato je postala samostojna knjižnica Oddelka za tekstilstvo. Izposojo preko Kooperativnega online bibliografskega sistema in servisov (dalje: COBISS) je knjižnica uvedla leta 2000. 
Uporabniki so študentje naravoslovnotehniške fakultete, predvsem Oddelka za tekstilstvo in študentje drugih fakultet, raziskovalci, profesorji in zunanji uporabniki. 
Knjižnica ponuja raziskovalno gradivo iz vseh področij tekstilstva, kot so moda, oblikovanje, krojenje, fotografije, barve, grafično oblikovanje, tiskarstvo, arhitektura, slikarstvo, umetnost, matematika, kemija, poslovanje in modni dodatki. Knjižnična zbirka obsega tudi vse diplomske, magistrske in doktorske naloge Oddelka za tekstilstvo. V letu 2009 je knjižnica obsegala 26.698 enot knjižnega in 351 enot neknjižnega gradiva.  Uporabniki tako lahko dostopajo do spletnih informacijskih virov kot so OCLC Electronic Collections, SAGE Journals Online in ScienceDirect.

## Knjižnica oddelka za geologijo
Knjižnica podpira študijski proces Oddelka za geologijo, s tem ko uporabnikom omogoča možnost izposoje knjig, ki so namenjene za študijsko gradivo in izobraževanje o iskanju določenega gradiva. Nahaja se na dveh lokacijah, v stavbi na Aškerčevi 12 in na Privozu 11 v Ljubljani.
V knjižnici stavbe na Aškerčevi 12 je tematika gradiva v skladu s katedrami bolj naravoslovnotehniška. Področja, ki jih zajema so minerali, petrologija, materiali, geokemija, ekonomika surovin in geookolje. Knjižnica v stavbi na Privozu 11 pa je usmerjena v naravoslovje oziroma paleontologijo. Področja so paleontologija, stratigrafija, regionalna in sedimentna geologija in aplikativna geologija. Skupni knjižni fond je leta 2009 obsegal 42.420 enot knjižnega in neknjižnega gradiva. To so knjige, brošure, diplome, magistrske naloge, doktorati, serijske publikacije in geološke oziroma kartografske karte. 
Knjižnici se povezujeta, dokaj samostojno delujeta le na področju izposoje gradiva. Omogočata tudi medknjižnično izposojo, vendar je na voljo le zaposlenim. Tako sodelujeta z Institutom "Jožef Stefan" (dalje: IJS), Geološkim zavodom Slovenije (dalje: GeoZS), Prirodoslovnim muzejem Slovenije (dalje: PMS), Centralno tehniško knjižnico (dalje: CTK), Narodno in univerzitetno knjižnico (dalje: NUK) in s Slovensko Akademijo Znanosti in Umetnosti (dalje: SAZU).
Omogočen je dostop do spletnih podatkovnih baz kot sta SpringerLink in ScienceDirect.

## Knjižnica oddelka za geotehnologijo in rudarstvo ter Oddelka za materiale in metalurgijo
Knjižnica zagotavlja gradivo, in izobražuje svoje uporabnike na področju rudarstva, geotehnologije, metalurgije in materialov. Nahaja se v stavbi na Aškerčevi 12, kjer so tudi prostori obeh oddelkov. Za uporabnike je odprta vsak dan od 8:00 do 10:00 in od 11:00 do 14:00, ob ponedeljkih tudi od 15:00 do 17:00. 
Fond knjižnice obsega gradivo dveh oddelkov, ki sta imeli v preteklosti dolgo časa skupen razvoj. Z reorganizacijo visokega šolstva v Jugoslaviji, je v 60ih letih 20. stoletja nastala Fakulteta za rudarstvo, metalurgijo in kemijsko tehnologijo (dalje: FRMKT). Nato je na Fakulteti za naravoslovje in tehnologijo (dalje: FNT) nastal Oddelek za montaistiko, ki je pokrival področja rudarstva, metalurgije in geologije. Po razdružitvi FNT in nastanku NTF, sta se oddelka sicer osamosvojila, vendar je skupna ostala knjižnica.
Največ uporabnikov je študentov obeh oddelkov in drugih fakultet, knjižnico pa obiskujejo še profesorji, raziskovalci in nekateri drugi zunanji uporabniki. 
Knjižnica hrani in posreduje knjige, strokovno periodiko, diplomska dela, magistrska dela, doktorske disertacije in raziskovalne naloge s področja rudarstva, geotehnologije, metalurgije materialov, strojništva, elektrotehnike in elektronike ter računalništva v rudarstvu in geotehnologiji. Zbirka je v letu 2009 obsegala 56.202 enoti knjižnega in neknjižnega gradiva. 

## Knjižnica oddelka za kemijo in kemijsko izobraževanje
Knjižnica je vključena v krog visokošolskih knjižnic za področje naravoslovja in tehnike, in v tem krogu tudi redno sodeluje. Svoje prostore ima v stavbi na Vegovi 4 v Ljubljani. 
Nastala je leta 1982, tako kot Oddelek za kemijsko izobraževanje in informatiko,  ki je nastal z združitvijo Katedre za kemijsko izobraževanje in Računalniškega centra za programirano učenje (dalje: RCPU). Polnopravna članica sistema COBISS, je knjižnica postala aprila leta 1994, v letu 1996 je začela vnašati tudi bibliografije sodelavcev Oddelka. 
Uporabniki knjižnice so študentje, visokošolski učitelji in sodelavci ter znanstveni delavci, zaposleni na Univerzi v Ljubljani, ter drugi uporabniki, kot so srednješolci, osnovnošolci in upokojenci. 
Za potrebe študijskih programov ter znanstveno-raziskovalnega dela, ki poteka na oddelku, je knjižnica leta 2009 razpolagala z 12.465 enotami knjižnega in neknjižnega gradiva s širših področij kemije, informatike, ekologije ter angleščine. Hrani tudi diplomska, magistrska in doktorska dela ter raziskovalne naloge in druge publikacije, ki so izdelane na Oddelku.
Knjižnica je leta 2009 prešla na izposojo gradiva. Zaradi specifičnosti le-tega in večinoma unikatnih izvodov, redne in medknjižnične izposoje prej ni imela. 
Izvaja tudi dejavnosti Osrednjega specializiranega informacijskega centra za narovoslovje (dalje: OSICN): Nudi dostop do svetovnega spleta ter podatkovnih zbirk in elektronskih revij kot so ScienceDirect, OCLC FirstSearch, IEFL Direct / EBSCO Host, Kluwer Academic Publishers in Journal of Chemical Education,  ter do specializiranih podatkovnih zbirk (Web of Science, Journal Citation Reports in ERIC).